# Danyl
Danyl, anciennement Hashey Sen est un rappeur et chanteur franco-algérien, né Danyl Boudali le 25 octobre 1998 à Saint-Maurice dans le Val-de-Marne en région parisienne.

## Biographie

### Jeunesse
Danyl Boudali, dont les seconds prénoms sont Mohamed et Yassine, naît le 25 octobre 1998 à Saint-Maurice dans le Val-de-Marne. Il est issu d'une famille d'origine algérienne, plus précisément de parents kabyles et sahraouis, mais il grandit en France, à Créteil, dans le Val-de-Marne, et plus tard dans le 13e arrondissement de Paris,.

#### Enfance musicale
Dès son plus jeune âge, Danyl démarre le piano en MJC. Il rejoint quelques années plus tard le conservatoire de Paris, où il valide une formation très classique et rigoureuse de solfège. Il y fait également du piano classique. Sa mère a une formation de pianiste et il est ravi de suivre ses traces. « Je n’ai jamais joué aussi bien qu’elle malheureusement ». 
Il explique venir d'une famille et d'une culture avec une grande richesse musicale, comme le raï et le chaâbi. A la maison tournent en boucle les disques de Cheb Hasni, Cheb Mami et Khaled. Sa mère apprécie également la chanson française et le rock anglophone. Ce sont ses oncles qui lui font écouter du rap.
Son amour pour la musique arrive lorsqu'il comprend qu'il peut créer au lieu d'exécuter les oeuvres des autres, ce qu'il n'apprécie pas spécialement. Âgé de treize ans, Danyl compose ainsi ses premières productions. C'est par cette porte qu'il entre ensuite dans la musique professionnelle, avec des artistes comme SDM, Ninho et Bianca Costa posant sur ses instrumentales.

### Carrière

#### Débuts dans le rap (2018-2020)
Pour pallier la frustration de voir s'envoler ses productions, Danyl décide un jour de poser sa voix dessus. Danyl se lance alors sous le nom de Hashey Sen.
Il sort un premier EP, Appels manqués (7), notamment repéré par Raplume : « Des instrus léchées, des paroles marquantes, un flow agréable, tous les ingrédients semblent réunis pour un projet réussi ».
Ensuite, Hashey Sen lance le projet Partition, un titre qui rappelle ses débuts dans la musique avec piano et solfège, qui sort en janvier 2020, auxquels il ajoute deux morceaux précédemment sortis, Barcelona et Unité.
Tout ceci permet à Hashey Sen d'apparaître dans deux vidéos YouTube du Québécois Mahdi Ba. Il s'agit d'abord de J'écoute les sons incroyables de mes abonnés le 12 décembre 2018, puis de J'écoute le rap de mes abonnés le 9 mai 2019. La première présente Barcelona, la seconde Unité. Ces apparitions lui apportent une certaine visibilité.

#### Période beatmaker (2020-2023)
À partir de l'été 2020, Danyl ne sort plus rien pendant de longs mois. Toutefois, il ne reste pas inactif pour autant, mettant ses capacités de beatmaker à disposition des autres. En 2021, il produit ainsi plusieurs morceaux de Bianca Costa, de Asakura, un de SDM et sept de Seth Sad.
Le confinement dû à la pandémie de Covid-19 lui permet d'augmenter encore sa productivité. Pendant deux mois, il passe toutes ses journées chez ses parents, dans sa chambre transformée en studio. « J’ai appris à être plus pointu, comme un sportif qui s’entraîne, je faisais des prods tous les jours, je regardais des tutos. J’ai appris aussi des nouvelles techniques de mix et de composition ».
Au début de l'année 2021, il commence aussi à créer des sons de A à Z en live sur Twitch un dimanche sur 2. Il commence à réunir une grosse audience, puis décide de prendre une pause sur Twitch d'une durée indéterminée.
L'année 2022 se poursuit sur sa lancée de production de titres pour d'autres artistes avec six morceaux de Bianca Costa et deux de SDM. Cette année-là, Danyl est également crédité pour l'écriture de neuf morceaux, dont certains où il s'est occupé de la production.

#### Khedma(2023-2025)
Danyl marque son retour en tant qu'artiste interprète sous son vrai nom Danyl, en recommençant à faire des lives Twitch en avril 2023. Un dimanche sur 2, à 20 heures, il crée des sons en direct avec ses fans, allant de la composition du son, la topline, l'écriture, la production et l'enregistrement du son. Très rapidement, il annonce sortir 2 nouveaux titres.
Le 7 juillet 2023, Danyl sort son EP KHEDMA 1, composé des titres Billie Eilish et Galbi. Billie Eilish est d'ailleurs un des tous premiers titres que Danyl avait réalisé sur Twitch, 2 ans auparavant .
Il annonce par la suite sa première date de concert solo, à La Maroquinerie. 2 mois plus tard, avec seulement 2 titres sortis, le concert est complet, et Danyl annonce une Gaîté-Lyrique, ainsi que des premières parties (de Tif, Favé et Bianca Costa) et des premiers festivals.
En décembre 2023, il sort son EP KHEDMA 2, sur lequel figure le titre Nouveau riche feat. Karmen, réalisé en live Twitch quelques mois plus tôt . Sur cet EP figure aussi Mazel, clippé par Danyl avec ses amis .
Selon Naskid et Qobuz, Danyl fait partie des dix artistes du rap français à suivre en 2024.
En février 2024, après avoir rempli sa Gaité-Lyrique, Danyl annonce se produire à La Cigale le 14 novembre 2024. En juillet 2024, 4 mois avant le jour du concert, la date de concert est complète.
En mars 2024, il sort KHEDMA 3, avec notamment le single Bledi mon amour, ainsi que Tchitchi et L'amour c'est pour les autres feat RnBoi, 2 titres réalisés en live sur Twitch les mois précédents.
Pour fêter la sortie de KHEDMA 3, dernier EP de sa trilogie Danyl sort un CD physique réunissant les 10 titres de ces EPs. Ce projet s'appelle ainsi KHEDMA, qui signifie « le charbon, le travail ».
En avril 2024, il annonce sa première vraie tournée, démarrant avec les festivals à l'été 2024, puis une tournée solo débutant à l'automne 2024 jusqu'à l'été 2025 passant par de nombreuses villes en France, Suisse, et Belgique.
En mai 2024, Danyl annonce faire un live Twitch en dehors de son studio habituel. Il fait un live Twitch à Marseille avec Stony Stone, talent très prometteur de la scène rap marseillaise. 3 semaines plus tard, le titre effectué en live, très demandé sur les réseaux sociaux, Ti amo sort, accompagné d'un clip tourné à Marseille .
Durant l'été 2024, il réalise des prestations très remarquées dans divers festival : les Solidays, Les Ardentes, Marsatac, Les Plages électroniques, etc.
En septembre 2024, Danyl annonce une tournée dans de nombreuses villes en France, Belgique et Suisse, se terminant par une date à l’Olympia le 30 avril 2025[réf. nécessaire].
Sa Cigale qui a lieu le 14 novembre 2024 est complète plusieurs mois avant. Danyl y invite plusieurs artistes à performer avec lui ce soir là (Chilly Gonzales, Benab, Stony Stone, Karmen, RnBoi)[réf. nécessaire].
En janvier et février 2025, Danyl collabore sur plusieurs projets, dont la compilation « Lafiya Sessions » de Oxmo Puccino, et la compilation « Raï’n’B Fever : part 1 » de Kore[réf. nécessaire].
Le 30 avril 2025 il performe une dernière fois tous les sons de son projet KHEDMA dans un Olympia à guichet fermé afin de fermer cette page et donne rendez-vous à ses auditeurs à la rentrée 2025-2026 pour la sortie de son premier album et 4 concerts dans des salles de la capitale[réf. nécessaire][non neutre].

#### Brouillon(2025)
Le 14 juillet 2025, il sort Brouillon, un single annonciateur d'un nouvel album qui sortira probablement peu après à sa sortie. Brouillon parle de son enfance compliquée due à sa Double nationalité Franco-algérienne.

### Rapport à la création et au public
Danyl avoue à RTBF en mai 2024 être tous les jours au studio, tout seul, en train d'écouter et de faire de la musique pendant des heures. « Donc la vie de tournée : voyager, voir les gens, c’est super ».
Il interagit toutefois autrement avec son public, grâce à des lives sur Twitch, une idée d'un ami. Un dimanche soir sur deux, à 20 heures, il compose avec ses fans sur la plateforme, avec un clavier et un micro. Il est en symbiose avec eux, et modifie les morceaux en fonction de leurs retours en direct. Cela lui permet de créer une communauté soudée et impliquée,.
Une communauté qui a ainsi un lien direct avec les oeuvres et le travail de Danyl. Certains des morceaux créés dans ce contexte se trouvent sur ses EP KHEDMA. Le rappeur explique que les fans « se disent : moi j’étais là quand il l’a fait, moi je lui ai donné telle idée, je lui ai proposé de mettre une trompette. Du coup ils ont une espèce de lien de parenté avec les sons, et ils se les approprient encore plus »,.

## Discographie

### Singles
- 2024 : Ti amo (feat. Stony Stone)
- 2024 : Les zhommes (feat. Zamdane)
- 2024 : Ligne 9 (feat. Tuerie)
- 2024 : Zendaya
- 2025 : Brouillon

### Apparitions
- 2020 : Raplume feat. Isaac et Danyl - Le chant des oiseaux (sur la compilation Le chant des oiseaux)
- 2024 : Benab feat. Danyl - Copa (sur l'album Drapeau Noir)
- 2024 : Tawsen feat. Danyl - Labess (sur l'EP Ne3ne3 Radio)
- 2025 : Oxmo Puccino feat. Danyl et Jok’Air - Bons Amis (sur l'album Lafiya Sessions)
- 2025 : Kore feat. Danyl et DJ Moulay - Kindir (sur la mixtape Raï’n’B Fever : Part 1)
- 2025 : Karmen feat. Danyl - Younes et Nahim (sur l'album Comment t'aimer sans diamants?)
- 2025 : Stony Stone feat. Danyl et Boumidjal X - Timinik

### Productions
Liste non-exhaustive de titres produits et/ou composés par Danyl (et possiblement d'autres) pour d'autres artistes
- 2020 : Raplume feat. HZY & Danyl - Le chant des oiseaux
- 2020 : HZY - Jack Sparrow
- 2021 : Bianca Costa - Partout & nulle part
- 2021 : Seth Sad - Salut maman
- 2021 : Seth Sad - Dis-moi
- 2021 : Seth Sad - J'ai mal
- 2021 : Seth Sad - Seul
- 2021 : Seth Sad - Comme elle
- 2021 : Seth Sad - Enfant du viol
- 2021 : Seth Sad - Adieu maman
- 2021 : SDM - Radio
- 2022 : Bianca Costa - Juliette
- 2022 : Bianca Costa feat. Bolémvn - Falala
- 2022 : SDM - Hier encore - A COLORS SHOW
- 2022 : SDM - Hier encore
- 2022 : Bianca Costa - Seleção
- 2022 : Bianca Costa - A2
- 2022 : Bianca Costa - Le carré
- 2022 : Bianca Costa - Saudades
- 2023 : Bianca Costa - Olé Olé
- 2023 : Beendo Z feat. Bianca Costa - Double B
- 2024 : Mademoiselle Lou feat. Bianca Costa - La Vengeance
- 2024 : Anas - Bechouia

### Ecritures
Liste non-exhaustive de titres co-écrits par Danyl pour d'autres artistes
- 2020 : Bianca Costa - Cabeza
- 2020 : Bianca Costa - Shoota
- 2022 : SDM - Hier encore - A COLORS SHOW
- 2022 : SDM - Hier encore
- 2022 : Amara feat. Bianca Costa - Très belle
- 2022 : Bianca Costa - Seleção
- 2022 : Bianca Costa feat. Joyca - Pegador
- 2022 : Bianca Costa - A2
- 2022 : Bianca Costa feat. MC Pedrinho & Soso Maness - Cinderela
- 2022 : Bianca Costa - Le carré
- 2022 : Bianca Costa - Ounana
- 2022 : Bianca Costa - Saudades
- 2023 : Bianca Costa - Olé Olé
- 2023 : Beendo Z feat. Bianca Costa - Double B
- 2024 : LEVELSANTANA feat. Bianca Costa - Mi Amor

## Style
Danyl définit sa musique comme un mélange de pop, de raï, de rap et de chaâbi (genre musical algérien). Ses principales influences sont Bad Bunny, Rosalia ou encore Post Malone, mais aussi Drake et Cheb Hasni, qui sont ses deux artistes préférés.
Parfois étiqueté en « prince du néo-raï » par les médias, Danyl ne se considère pas comme un chanteur de raï. « Je ne fais pas de la musique du monde. C’est vraiment un truc hybride ». Il y emprunte toutefois des accords et des façons de chanter, et revendique cette riche culture dans sa musique. Il souhaite la faire découvrir à un large public et pas faire de la musique uniquement pour une communauté maghrébine.